# Барретт, Дэвид
Дэвид Барретт — американский предприниматель и инженер-программист. Он является основателем и генеральным директором Expensify, компании-разработчика программного обеспечения, которая разработала систему управления расходами для личного и коммерческого использования.

## Биография
Барретт вырос в Сагино, штат Мичиган, где он начал программировать в возрасте 6 лет. Он получил степень бакалавра компьютерной инженерии в Мичиганском университете, где он работал в университетском городке в лаборатории виртуальной реальности. После окончания колледжа он переехал в Техас, где помогал разрабатывать движки 3D-графики для индустрии видеоигр.
Позже он присоединился к Red Swoosh, компании по обмену файлами в одноранговой сети, соучредителем которой является Трэвис Каланик. Барретт покинул Red Swoosh в 2008 году, через год после того, как компания была куплена Akamai Technologies.

## Expensify
Барретт остался в Сан-Франциско после ухода из Red Swoosh. Барретт говорил, что корни Expensify можно проследить тогда, когда он начал помогать бездомным в своем районе, не просто передавая наличные деньги. Он начал разрабатывать дебетовую карту, которую волонтеры могли раздавать бездомным для использования в предварительно утвержденных местах.
Банки не заинтересовались этой идеей. Однако Барретт усовершенствовал эту концепцию, создав предоплаченную дебетовую карту, которую предприятия могли выдавать сотрудникам для покрытия расходов. Получив 15 миллионов долларов от продажи Red Swoosh, Барретт запустил Expensify в Сан-Франциско в 2008 году. В 2017 году он перевел главный офис компании в Портленд, штат Орегон, сославшись на соображения качества жизни. Барретт, который сохранил контрольный пакет акций Expensify, в прошлом пренебрежительно относился к сообществу венчурного капитала.

## Политические взгляды
В октябре 2020 года Барретт разослал электронное письмо 10 миллионам клиентов Expensify с призывом проголосовать за Джо Байдена на предстоящих президентских выборах в США против Дональда Трампа.
Некоторые клиенты возражали против того, чтобы поставщик использовал их адреса электронной почты для продвижения политического послания, и Барретт сказал, что ему угрожали смертью после отправки.
В январе 2021 года, в День Мартина Лютера Кинга-младшего, Барретт отправил клиентам еще одно письмо. В нем он пообещал, что компания пожертвует 3 миллиона долларов на борьбу с «системной несправедливостью» и сокращение гендерного разрыва в оплате труда. В письме Барретт сказал, что на каждый доллар, который компания платит белым работникам-мужчинам, она будет жертвовать дополнительно 25 центов в свою благотворительную организацию Expensify.org.